# Felix Koller (Fußballspieler)
Felix Koller (* 16. Dezember 1998) ist ein österreichischer Fußballspieler.

## Karriere
Koller begann seine Karriere beim SC Grafenschachen. Zur Saison 2009/10 wechselte er in die Jugend des TSV Hartberg. Im Mai 2014 debütierte er für die Amateure von Hartberg in der fünftklassigen Oberliga. In der Saison 2013/14 kam er insgesamt zu zwei Einsätzen für Hartberg II. In der Saison 2014/15 absolvierte Koller vier Spiele in der fünfthöchsten Spielklasse. In der Saison 2015/16 kam er zu 18 Einsätzen. Zur Saison 2016/17 rückte er in den Kader der ersten Mannschaft des TSV. Sein Debüt für Hartberg in der Regionalliga gab er im Juni 2017 gegen den ATSV Stadl-Paura. In jenem Spiel, das Hartberg mit 7:4 verlor, erzielte Koller auch seine ersten zwei Tore in der dritthöchsten Spielklasse. Mit Hartberg stieg er zu Saisonende in die zweite Liga auf.
Ohne Zweitligaeinsatz wechselte er im Jänner 2018 zur fünftklassigen Zweitmannschaft des SV Lafnitz. Mit Lafnitz II stieg er zu Saisonende in die Landesliga auf. In der vierthöchsten Spielklasse kam er in der Saison 2018/19 zu 27 Einsätzen für die Lafnitzer Amateure. Im Oktober 2019 stand er gegen den SK Vorwärts Steyr erstmals im Kader der Profis. Sein Debüt für diese in der 2. Liga gab er im Juli 2020, als er am 29. Spieltag der Saison 2019/20 gegen den FC Blau-Weiß Linz in der 90. Minute für Thorsten Schriebl eingewechselt wurde. Insgesamt kam er zu zwei Zweitligaeinsätzen für Lafnitz. In der Saison 2020/21 spielte er wieder ausschließlich für die Reserve. Nach der Saison 2020/21 verließ er den Verein.

## Persönliches
Hauptberuflich ist Koller mit einer Kapperl-Firma namens „ninetyeight“ selbstständig. Er besitzt einen Online-Shop und einen Store in Hartberg.